# Дубасово (Владимирская область)
Дубасово — село в России, в Гусь-Хрустальном районе Владимирской области. Входит в городское поселение посёлок Красное Эхо.
Население — 279 чел. (2021).
Дубасово расположено в 32 километрах к северо-востоку от Гусь-Хрустального, между Красным Эхом и Большой Артемовкой.

## Название
Точного объяснения названия села нет, из вариантов имеются версии: дубаска — дубинка для обороны, драки. Дубина — гора, поросшая лесом только на вершине; холм в лесу, покрытый деревьями. Дубас — безрукавный рабочий сарафан или долблёная лодка-однодерёвка.

## География
Дубасово расположено на высоте 117 метров над уровнем моря, вблизи озера и реки Печенки. Климат — умеренно континентальный, характерный в целом для центральной России. Ландшафт вокруг села равнинный, основная часть растительности представлена хвойными и смешанными лесами, имеются также луга и болота. Почва супесчаная.

## История
Первое упоминание села относятся к началу 19 века. Название Дубасово происходит от названия пустоши, где в 1808 году (1805 году) купцом второй гильдии Филиппом Кузьмичом Комиссаровым был основан Дубасовский стекольный завод.

## Население
| 1859 | 1905 | 1926 |
| ---- | ---- | ---- |
| 63   | 224  | 282  |

| 1859 | 1905 | 1926 | 2002 | 2010 | 2021 |
| ---- | ---- | ---- | ---- | ---- | ---- |
| 63   | ↗224 | ↗282 | ↗387 | ↘272 | ↗279 |

## Достопримечательности
В селе расположена действующая Церковь Казанской иконы Божией Матери (1869)

## Известные уроженцы
- Красильников, Михаил Васильевич — генерал-майор технических войск, начальник кафедры Военной академии химзащиты РККА.